# Abdülhamid I.

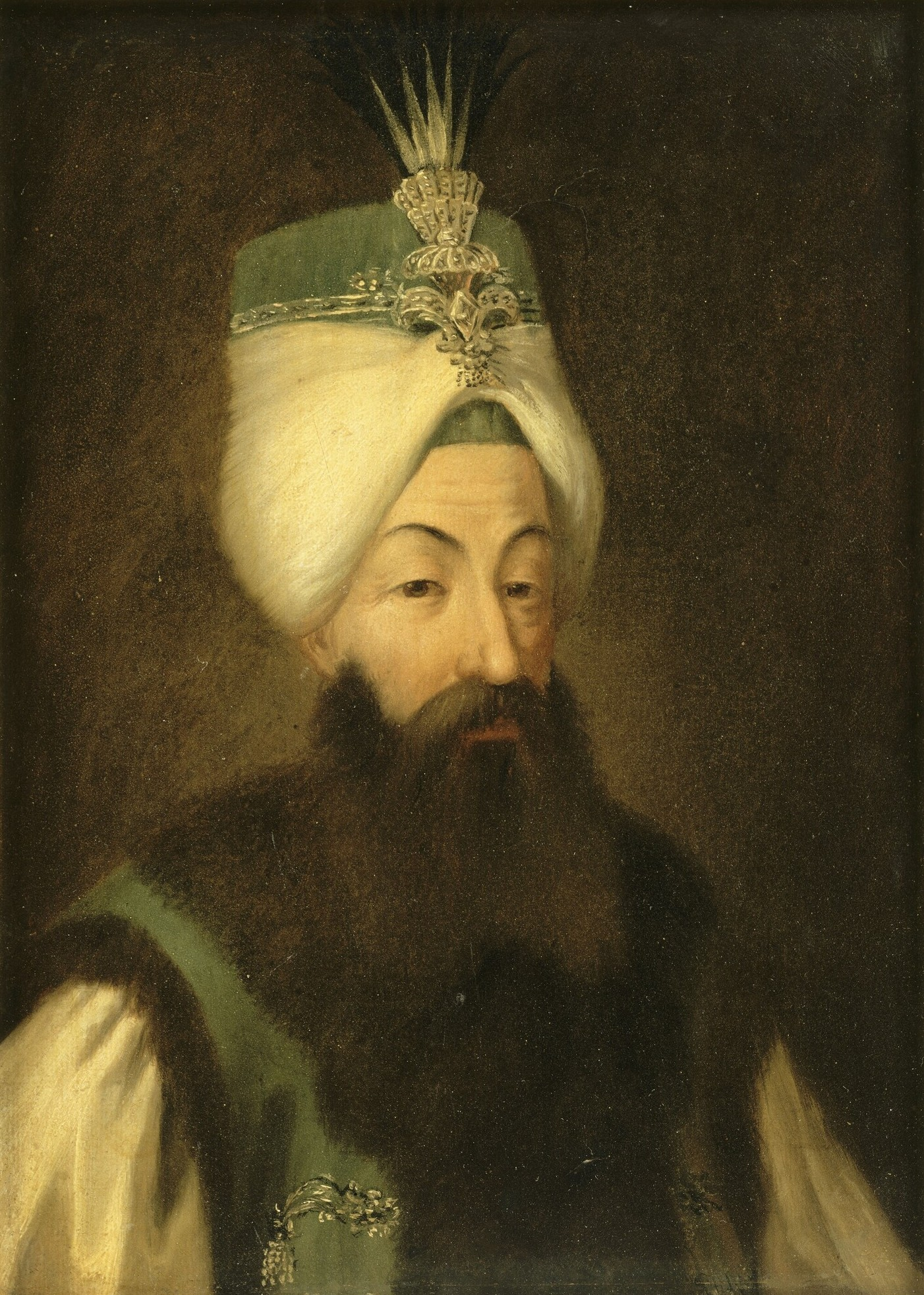
Sultan Abdülhamid I.

Abdülhamid I. (geboren 20. März 1725 in Istanbul; gestorben 7. April 1789 ebenda) war vom 21. Januar 1774 bis zu seinem Tod der 27. Sultan des Osmanischen Reiches. Seine Regierungszeit war geprägt durch die Bedrohung durch das Russische Kaiserreich und andere Mächte, wirtschaftliche Krisen, innere Unruhen und Kriege. Um die Schwäche des Reiches zu überwinden, kam es zu Ansätzen wirtschaftlicher, administrativer und militärischer Reformen. Während der Sultan das eigentliche Regierungshandeln weitgehend seinen Wesiren und Beratern überließ, tat er sich als Bauherr und Förderer öffentlicher Einrichtungen hervor. Zu seiner Zeit bekam der Kalifentitel wieder stärkere Bedeutung.

## Leben
Abdülhamid I. war ein Sohn des Sultans Ahmed III. und dessen Gattin Rabia Şermi Kadın. Er war erst fünf Jahre alt, als sein Vater 1730 durch den Patrona-Halil-Aufstand der Janitscharen gestürzt wurde. Als potentieller Thronerbe wuchs Abdülhamid unter der Herrschaft seiner Vettern Mahmud I. und Osman III. sowie seines älteren Bruders Mustafa III. im Kafes des Topkapı-Palast eingesperrt auf. Er wurde durch seine Mutter ausgebildet, unter anderem in Geschichte und in Kalligrafie.
Nach dem Tod Mustafas III. wurde Abdülhamid am 21. Januar 1774 mit 49 Jahren dessen Nachfolger. Aus diesem Anlass wurde im Palast eine Zeremonie abgehalten. Infolge der langen Gefangenschaft und seiner politischen Unerfahrenheit überließ er den Großwesiren die eigentliche Führung der Regierungsgeschäfte. Er selbst agierte, wenn nötig, als Vermittler. Die Finanzen des Reiches waren schwer angegriffen. Zeitweilig konnten sogar die Janitscharen nicht entlohnt werden.

### Der Friede von Küçük Kaynarca
Abdülhamids Regierungsbeginn fiel in die Endphase des Russisch-Türkischen Krieges von 1768 bis 1774. Da sich das Osmanische Reich damals wegen der Kosten des Krieges in einer Finanzkrise befand, sein Heer ermüdet war und in mehreren Provinzen Aufstände im Gange waren, durch die Truppen und Einkünfte fehlten, empfahl sich für den neuen Sultan ein Friedensschluss mit Russland. Auch dieses von Katharina II. regierte Großreich war damals aufgrund seiner Schwierigkeiten, den Pugatschow-Aufstand zu unterdrücken, zu Verhandlungen geneigt. Doch Abdülhamid wollte zuvor noch einige Erfolge erringen und ging daher auf das russische Gesprächsangebot nicht ein. Stattdessen wies er den Großwesir Muhsin-Zade Mehmed Pasha brieflich zur Fortführung des Kriegs an. Nach der türkischen Niederlage in der Schlacht von Kosludscha (20. Juni 1774) hatte er aber den für ihn ungünstigen Frieden von Küçük Kaynarca (21. Juli 1774) zu akzeptieren, der den russisch-türkischen Krieg beendete.
Dieser Frieden sah unter anderem vor, dem bisherigen Vasallenstaat des Khanat der Krim die Unabhängigkeit zu geben. Das Osmanische Reich hatte auch die Kabardei, Asow und Kertsch sowie einen Gebietsstreifen zwischen Bug und Dnjepr an Russland abzutreten. Ferner musste Abdülhamid Russland freie Schifffahrt auf dem Schwarzen Meer und die Passage von russischen Handelsschiffen durch den Bosporus und die Dardanellen ins Mittelmeer gewähren. Nicht nur inhaltlich, auch seiner Form nach war der Friedensvertrag etwas Neues. Der Sultan musste Katharina die Große als gleichberechtigte Vertragspartnerin anerkennen. In der Reaktion auf die Forderung Russlands, Schutzrechte über orthodoxe Christen im osmanischen Machtbereich auszuüben, haben die osmanischen Diplomaten dem Kalifentitel eine erweiterte Bedeutung gegeben. Der Sultan verstand sich nicht mehr nur als Nachfolger des Propheten, sondern auch als geistiges Oberhaupt der Muslime. Als solcher beanspruchte er die religiöse Oberhoheit über die Muslime auf der Krim und später in ganz Russland.

### Unterdrückung von Aufständen; weitere Konflikte mit Russland
In der Folge dehnte das Russische Kaiserreich seinen Einfluss auf die Krim immer weiter aus. Die Österreicher annektierten 1775 die Bukowina, und die Hohe Pforte musste diesem Gebietsverlust vertraglich zustimmen. Der persische Herrscher Karim Khan-e Zand nutzte die Schwäche des Osmanischen Reiches und ordnete 1774 einen Einfall in Kurdistan an. Im April 1776 musste sich das von Suleiman Agha verteidigte Basra einer persischen Armee ergeben, fiel aber 1779 wieder unter osmanische Herrschaft. Inzwischen versuchte der türkische Sultan, die infolge des Russisch-Türkischen Kriegs unbotmäßigen Provinzen wieder unter seine Kontrolle zu bringen. In Syrien und Palästina waren der etwa 85-jährige arabische Herrscher Zahir al-Umar und seine Söhne die eigentlichen Herren des Landes. Der energische Kapudan Pascha (Großadmiral) Cezayirli Gazi Hassan Pascha belagerte Zahir im August 1775 in Akkon. Auf der Flucht wurde Zahir getötet und sein abgeschlagener Kopf durch Hassan Pascha zu Abdülhamid nach Konstantinopel gesandt. Mit Hilfe von Ahmad Pasha al Jazzar gelang es dem Kapudan Pascha 1776 schließlich, den Aufstand in Syrien und Palästina vollständig zu unterdrücken. Die gegen Rebellen in Ägypten, Griechenland und dem Irak ergriffenen Maßnahmen waren ebenfalls teilweise erfolgreich. So wurde der ägyptische Mameluken-Bei zur Anerkennung der türkischen Oberhoheit genötigt. Auch bei diesen Auseinandersetzungen spielte Hassan Pascha eine entscheidende Rolle. Mit manchen Aufständischen wurden Kompromisse geschlossen, in denen sie offiziell bestallt wurden.
Der zwischen Russland und der Türkei geschlossene Friedensvertrag befriedigte keine der beiden Seiten. Katharina II. war die Unabhängigkeit des Krim-Khanats zu wenig; sie beabsichtigte, es ihrem Reich einzuverleiben. Dagegen wollte Abdülhamid das Khanat wieder in osmanische Abhängigkeit bringen. In seinem Reich bestanden vor allem die Ulemas auf dem Anspruch auf die Krim, da Muslime nicht unter christlicher Oberhoheit leben sollten. Diese gegensätzlichen Anschauungen sorgten ebenso wie Katharinas Beharren auf der Ausübung der vereinbarten Schutzrechte für die im osmanischen Reich lebenden orthodoxen Christen für neue Streitigkeiten. Dennoch konnte der Konflikt durch ein auf französische Vermittlung im März 1779 zustande gekommenes Abkommen, die Konvention von Aynali Kavak, noch einmal entschärft werden. Nach einer von dessen Bestimmungen musste Abdülhamid den von Russland installierten Krimtataren-Khan Şahin Giray anerkennen. Katharina II. nutzte einen gegen diesen unternommenen Aufstand, um im Frühjahr 1783 die Krim militärisch besetzen und annektieren zu lassen. Da die osmanische Armee geschwächt war, konnte Abdülhamid nicht dagegen einschreiten und akzeptierte die russische Annexion des Khanats durch die Akte vom 8. Januar 1784.

### Förderung der Sozial- und Bildungspolitik; innenpolitische Spannungen; Reformen
Die Ulema nutzen die Schwäche des Staates und wurden ein bedeutender Faktor der Politik. Gegen die Antastung ihrer Einkünfte im Interesse des Staatshaushalts setzten sie sich erfolgreich zur Wehr.
Der Sultan galt in der Türkei als großzügig. Es wurde ihm unter anderem der effektive Einsatz der Feuerwehr beim großen Brand in Istanbul von 1782 zugutegehalten. Er förderte den Wiederaufbau, wie auch bei den Feuern von 1777, 1784 und 1787. Er ließ am Bosporus die Beylerbeyi Moschee (1778) sowie die Emirgan Moschee bauen. Außerdem förderte er zahlreiche öffentliche Einrichtungen wie Schulen, Bibliotheken oder Suppenküchen. Er gründete eine (öffentliche) Bibliothek. Sie wurde gerne von ausländischen Besuchern und Wissenschaftlern aufgesucht.
Die von ihm im Topkapı-Palast ausgestatteten Räume werden zu den bedeutenderen Räumen des Palastes gezählt. Sie sind mit hohen Spiegeln und Wandmalereien mit Hafenansichten und Seelandschaften geschmückt. Sein persönlicher Geschmack war vom französischen eleganten Stil seiner Zeit beeinflusst.
Als Reaktion auf die russische Bedrohung bildeten sich in der politischen und militärischen Führungsschicht zwei Lager heraus. Befürworter eines Kriegskurses waren Koca Yusuf Pascha sowie der Großadmiral Cezayirli Gazi Hassan Pascha, der eine erfolgreiche Flottenreform durchführte. Unterstützer eines eher friedlichen Kurses war der Großwesir Halil Hamid Pascha. Für ihn waren vor militärischen Abenteuern Reformen des Militärwesens nach europäischem Vorbild und die Stärkung der Wirtschaft nötig. Darauf konzentrierte sich seine Politik. Unter anderem versuchte er, durch ausländische Berater die Armee zu modernisieren. So wurden französische Offiziere und Ingenieure wie André-Joseph Lafitte-Clavé als Militärberater ins Osmanische Reich berufen, um etwa Grenzfestungen in Verteidigungszustand zu versetzen. 1775 gründete Hassan Pascha die Marinetechnikschule Mühendishâne-i Humayun zur Ausbildung von Offizieren.
Weil der Sultan an seinem Großadmiral festhielt und dessen Kriegskurs keine Absage erteilte, versuchte ihn der Großwesir zu Gunsten des späteren Selim III. zu stürzen. Nach dem Scheitern dieses Vorhabens wurde er 1785 hingerichtet. Damit hatte sich die Kriegspartei durchgesetzt. Auch von Großbritannien und Preußen wurde der Sultan unter Druck gesetzt, gegen Russland militärisch vorzugehen.

### Beginn des Russisch-Österreichischen Türkenkriegs; Tod; Nachkommen

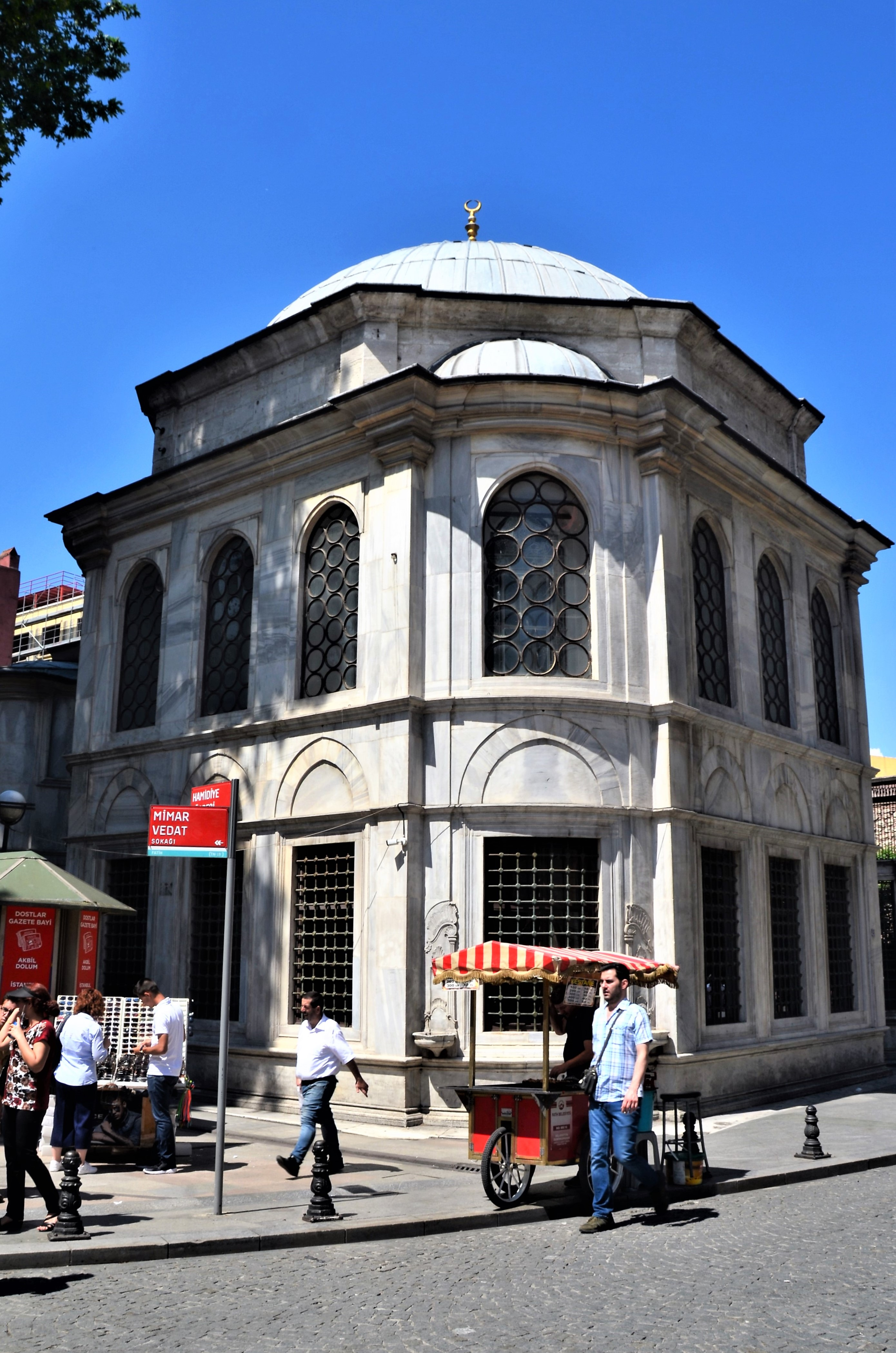
Grab Abdülhamids I. im Stadtviertel Eminönü, Fatih (Istanbul)

Die russische Bedrohung für das Osmanische Reich steigerte sich, als Katharina II., die mit Kaiser Joseph II. ein Bündnis gegen die Hohe Pforte geschlossen hatte, den Plan entwickelte, ihren Enkel Konstantin Pawlowitsch als Regierungschef eines neu zu schaffenden griechischen Staates mit Konstantinopel als Hauptstadt zu installieren. Außerdem hatten sich 1784 christliche und muslimische Völkerschaften des Kaukasus gegen den russlandfreundlichen georgischen König Erekle II. erhoben und Katharina II. hatte darauf bestanden, diese Streitigkeiten allein zu schlichten. Diese Ereignisse nahm Abdülhamid II. nach der Weigerung der Kaiserin, die Krim zu räumen, zum Anlass, um Russland durch den Großwesir Koca Yusuf Pascha im August 1787 den Krieg erklären zu lassen. Damit begann der russisch-österreichische Türkenkrieg.
Die osmanische Führung hoffte, die Krim zurückzugewinnen. Die tiefe wirtschaftliche und soziale Krise im osmanischen Reich und die zerrüttete Verwaltung standen einem Erfolg entgegen. Der auf die Krim gereiste russische Botschafter Jakow Iwanowitsch Bulgakow wurde nach seiner Rückkehr nach Istanbul verhaftet. Der von den Osmanen im Oktober 1787 unternommene Angriff auf Kinburn wurde vom russischen General Alexander Suworow mit wenig Mühe abgeschlagen. In der Folge trat der schwedische König Gustav III. als Verbündeter Abdülhamids in diese militärische Auseinandersetzung ein. Joseph II. hingegen begann den Krieg an der Seite der Russen an demselben Tag, an dem der österreichische Gesandte Istanbul verließ (9. Februar 1788), durch den gescheiterten Versuch, Belgrad einzunehmen. Für den Kaiser, der es mit der Hauptarmee der Türken zu tun bekam, verlief  der Feldzug des Jahres 1788 unglücklich. Die Osmanen drangen entlang der Donau ins Banat ein.
In seiner letzten Regierungszeit war Abdülhamid krank. Der Sultan starb am 7. April 1789 an den Folgen einem Schlaganfalls, den er beim Erhalt der Nachricht von der im Dezember 1788 erfolgten Eroberung der türkischen Festung Otschakiw durch Potemkin erlitten hatte. Er wurde in dem unter ihm erbauten Mausoleum begraben, wo die Inschrift der Bücherhalle die Gebete der in der – von ihm bei seinem Grabmal gestifteten – Medrese und Bibliothek Studierenden für seine Seele ansprach.
Mit zahlreichen Frauen hatte Abdülhamid insgesamt vierundzwanzig Kinder, darunter zehn Söhne. Sein Nachfolger war sein Neffe Selim III. Von seinen Söhnen kamen Mustafa IV. und Mahmut II. auf den osmanischen Thron.